# Fausto Saraceni
Fausto Saraceni war ein italienischer Drehbuchautor, Produzent und Filmregisseur.
Saraceni debütierte 1952 als Regisseur, als er mit Ennio De Concini zusammen den auch von beiden geschriebenen dokumentarischen Fußballfilm Gli undici moschettieri in Szene setzte, zwei weitere Spielfilme folgten direkt im Anschluss. Dann begab er sich auf ganz das Feld des Dokumentarfilms und legte 1957 bzw. 1959 zwei Werke vor. Sein nächstes Aufgabengebiet war das des Produktionsleiters, das er schon für King Vidors Krieg und Frieden ausgeübt hatte. Ab 1965 schließlich war er als ausführender Produzent – und oft als Organisator für Dino De Laurentiis – und Hauptproduzent für rund zwanzig Filme verantwortlich, worunter sich ebenso Genreware wie Filme gehobeneren Anspruches wie Metello von Mauro Bolognini und Saracenis wahrscheinlich bedeutendster Film, Der Garten der Finzi Contini, befinden. 1978 ist das Jahr seines letzten Filmes.

## Filmografie (Auswahl)
Produzent
- 1960: Die Leiche ist im falschen Koffer (Crimen)
- 1966: Die Gespielinnen (Le fate)
- 1978: Professor Kranz tedesco di Germania

Regisseur
- 1952: Gli undici moschettieri (Ko-Regie, Drehbuch)